# 니즈네바르톱스크

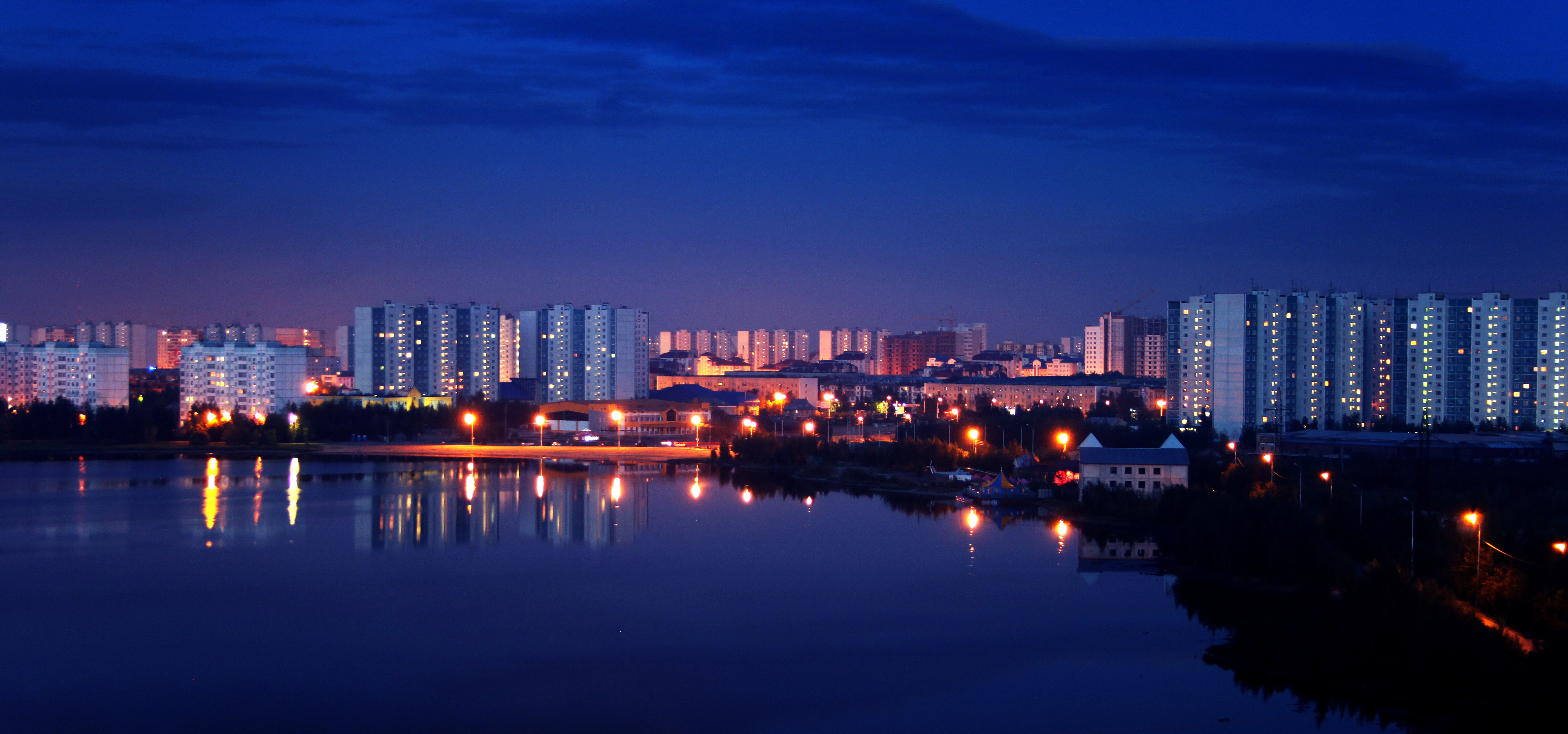

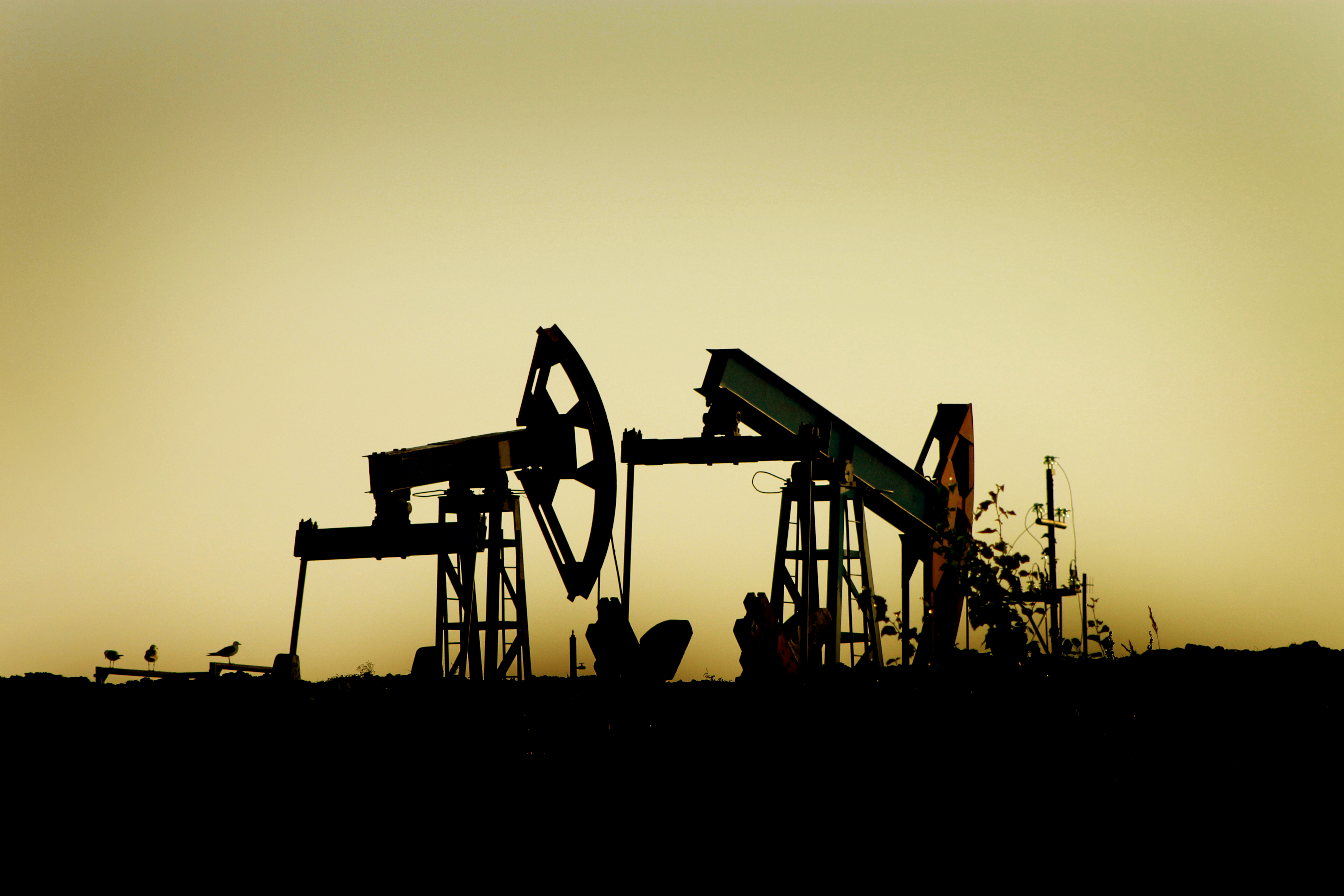

니즈네바르톱스크(러시아어: Нижнева́ртовск)는 한티만시 자치구에 위치해 있다. 오비 강에 접해 있다. 1909년에 지어졌는데, 당시 이름은 니즈네바르톱스카야(Нижневартовская)였다.
1972년에 도시로 승격되었고, 인구는 23만4,800명 (2001년)이다.
니즈네바르톱스크는 현재 서시베리아의 중심지이다.
니즈네바르톱스크의 주민은 대체로 러시아인 65,59 %, 타타르족 9,66%, 우크라이나인 8,34 %, 바시키르인 3,61 %, 아제르바이잔인 2,03 %, 벨라루스인 1,43 %, 추바시인 1,03 %으로 구성되어 있다.

## 인구
| 연도                | 인구    | ±%      |
| ------------------- | ------- | ------- |
| 1959                | 2,300   | —       |
| 1970                | 15,663  | +581.0% |
| 1979                | 108,740 | +594.2% |
| 1989                | 241,457 | +122.0% |
| 2002                | 239,044 | −1.0%   |
| 2010                | 251,694 | +5.3%   |
| 2021                | 283,256 | +12.5%  |
| Source: Census data |         |         |